# Skałka z Sosną

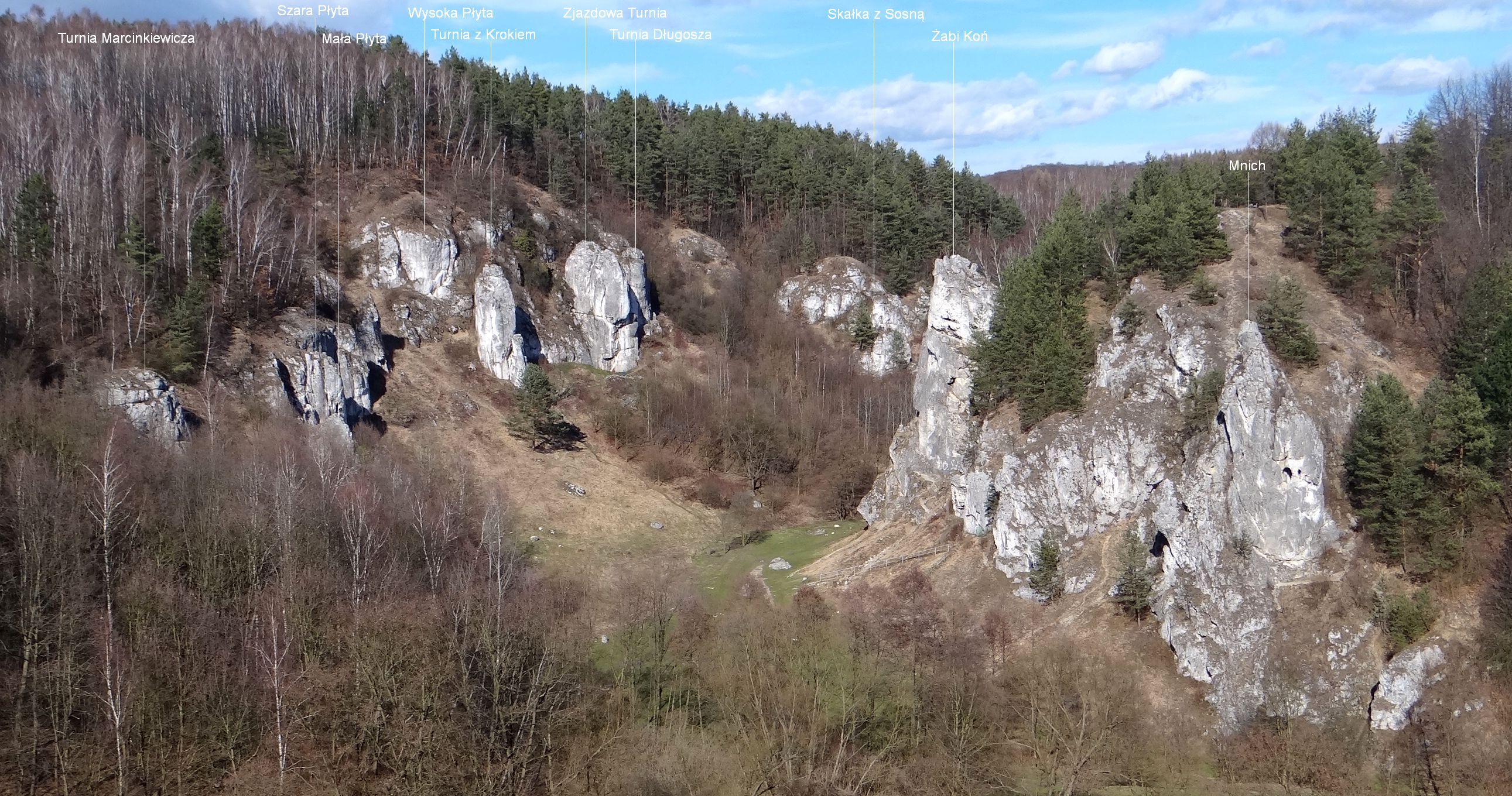
Widok z Kuli

Skałka z Sosną – skała w Dolinie Kobylańskiej na Wyżynie Olkuskiej będącej częścią Wyżyny Krakowsko-Częstochowskiej. Administracyjnie znajduje się we wsi Kobylany w gminie Zabierzów, w powiecie krakowskim, w województwie małopolskim.
Skałka z Sosną znajduje się w dolnej części orograficznie prawych zboczy doliny, pomiędzy Turnią Długosza a Turnią z Krzyżem. Zbudowana jest z wapieni i ma wysokość do 12 m. Poprowadzono na niej jedną drogę wspinaczkową (Sosnowa ballada) o trudności VI.1 w skali polskiej. Są na niej zamontowane punkty asekuracyjne: 4 ringi i dwa ringi zjazdowe.